# Comuna de Jedlicze
Jedlicze (em polonês/polaco: Gmina Jedlicze) é uma comuna) na Polônia, na voivodia de Subcarpácia e no condado de Krosno. A sede do condado é a cidade de Jedlicze.
De acordo com os censos de 2004, a comuna tem 15 029 habitantes, com uma densidade 258,2 hab/km².

## Área
Estende-se por uma área de 58,21 km², incluindo:
- área agricola: 79%
- área florestal: 10%

## Demografia
Dados de 30 de Junho 2004:
|                      | Total   | Total | Mulheres | Mulheres | Homens  | Homens |
| -------------------- | ------- | ----- | -------- | -------- | ------- | ------ |
|                      | pessoas | %     | pessoas  | %        | pessoas | %      |
| População            | 15 029  | 100   | 7643     | 50,9     | 7386    | 49,1   |
| Densidade (pop./km²) | 258,2   | 100   | 131,3    | 131,3    | 126,9   | 126,9  |

De acordo com dados de 2002, o rendimento médio per capita ascendia a 1273,24 zł.

## Subdivisões
- Moderówka,
- Długie,
- Chlebna,
- Dobieszyn,
- Jaszczew, Piotrówka,
- Poręby,
- Podniebyle,
- Potok,
- Żarnowiec.

## Comunas vizinhas
- Chorkówka,
- Jasło,
- Krosno,
- Tarnowiec,
- Wojaszówka